# Loxophlebia schrollei
Loxophlebia schrollei là một loài bướm đêm thuộc phân họ Arctiinae, họ Erebidae.